# Леандро Машаду
Леа́ндро Маша́ду (порт. Leandro Machado; нар. 22 березня 1976, Санту-Амару-да-Імператрис, Бразилія) — колишній бразильський футболіст, нападник. Викликався до лав збірної Бразилії.

## Біографія

### Клубна кар'єра
Розпочинав виступи у молодіжному клубі «Аваі» (Флоріанаполіс), однак на професійному рівні вперше засвітився у «Інтернасьйоналі», за який відіграв три сезони. Завдяки високій результативності звернув на себе увагу скаутів іспанської «Валенсії» і у 20-річному віці опинився у провідному європейському чемпіонаті.

Незважаючи на достатньо вдалий сезон у складі валенсійців, Леандро вирішив продовжити свою мандрівку Піренейським півостровом, та перейшов до лісабонського «Спортинга», у якому одразу ж став провідним гравцем атаки, хоча на той час у клубі виступали такі відомі майстри як Сімау Саброза, Івайло Йорданов та інші.

Однак і у Лісабоні він не затримався, транзитом через «Тенерифе» повернувшись на батьківщину, де вирішив продовжити виступи у складі «Фламенго». В той час головною зіркою клубу був легендарний Ромаріо, з яким порівнювати Леандро доволі важко, однак молодий форвард ідеально виконував свою «допоміжну» роль, вміло підтримуючи зіркового ветерана. Однак успішна гра нападника була дещо скомпроментована конфліктами з партнерами — у 2000 році він навіть спровокував бійку з одним із захисників клубу. До того ж, Леандро чекала ще одна прикрість у вигляді травми. Він пошкодив хрестоподібні зв'язки і вимушений був пропустити доволі тривалий період. Після відновлення певний час пограв у оренді в «Інтернасьйоналі» і повернувся до «Фламенго», де провів ще один доволі непоганий сезон.

Однак Європа нестримно манила нападника і у 2002 році він перейшов до складу київського «Динамо». У команді він своїм, на жаль, так і не став. Провівши півдесятка матчів та двічі розписавшись у воротах суперника, він залишив розташування українського клубу. До речі, один з м'ячів Леандро у біло-синій формі став ювілейним — тисячним голом, забитим динамівськими гравцями у всіх офіційних матчах за часів незалежної України.

Після невдалого вояжу Східною Європою бразильський нападник вирішив знову податися на Піренеї, де приєднався до португальської «Санта-Клари». Провівши сезон у цьому скромному клубі з Понта-Делгада, Леандро вирішив в черговий раз повернутися до Бразилії. І не дарма. У 2004 році він разом з «Сантусом» завоював титул чемпіона Бразилії.

В пошуках своєї команди Леандро занесло спочатку в Парагвай, де він пограв за столичну «Оліміпію», а потім і у Південну Корею. У складі місцевого клубу «Ульсан Хьонде» бразильський нападник зміг повною мірою продемонструвати свої бомбардирські якості, ставши у першому ж сезоні найкращим бомбардиром K-ліги. Проте наступні сезони виявився для Леандро вкрай невдалими: збився приціл, постійно дошкуляли травми. Врешті-решт він вирішив залишити команду.

Завершувати кар'єру Леандро Машаду приїхав до «Спорт Ресіфі». Рецидиви травми коліна не дозволили йому зіграти на повну потужність, примусивши бразильця повісити бутси на цвях, однак у останньому сезоні він разом з командою спромігся підійняти над головою Кубок Бразилії.

### Кар'єра у збірній
За збірну Бразилії Леандро зіграв всього два матчі. Обидва вони припали на 1996 рік і відбулися в рамках турніру під назвою Золотий Кубок КОНКАКАФ, що проводився того року в Сполучених Штатах Америки. Збірна Бразилії була запрошена туди як гість.
| 01. | 12.01.1996 | США | «Меморіал Колісіум», Лос-Анджелес | Канада  | 4-1 | Золотий кубок КОНКАКАФ | 86' | 83' |  |
| 02. | 21.01.1996 | США | «Меморіал Колісіум», Лос-Анджелес | Мексика | 0-2 | Золотий кубок КОНКАКАФ |     |     |  |

## Досягнення
- Срібний призер Золотого кубка КОНКАКАФ: 1996[9]
- Володар Кубку Меркосур: 1999
- Чемпіон України: 2002/2003
- Чемпіон Бразилії: 2004
- Чемпіон Південної Кореї: 2005
- Володар Суперкубку Південної Кореї: 2006
- Володар Кубку Південної Кореї: 2007
- Володар Кубку Бразилії: 2008